# درک کوک
درک کوک (انگلیسی: Derek Cooke؛ زادهٔ ۲۳ اوت ۱۹۹۱) بازیکن بسکتبال اهل ایالات متحده آمریکا است.